# Championnat de Côte d'Ivoire de football 2011
Navigation
2010 2012
Le Championnat de Côte d'Ivoire de football 2011 est la cinquante-troisième édition du Championnat de Côte d'Ivoire de football. La ligue oppose les quatorze meilleurs clubs ivoiriens en un tournoi aller-retour hebdomadaire au sein de deux poules. À l'issue de cette première phase, les trois premiers de chaque poule jouent la poule pour le titre tandis que les deux derniers disputent une poule de relégation. 
Cette formule, raccourcie puisqu'elle ne nécessite que 22 journées de championnat (12 pour la première phase, 10 pour la seconde) a été mise en place à la suite de la crise qu'a connue le pays après l'élection présidentielle de 2010. En effet, la victoire d'Alassane Ouattara n'est proclamée que le 4 mai 2011 et le championnat ne démarre que trois semaines plus tard.
C'est le club d'Africa Sports qui remporte le titre cette saison, après avoir terminé en tête de la poule finale, avec quatre points d'avance sur l'AFAD Djékanou (nouveau nom de l'Académie F.A. Diallo) et cinq sur Séwé Sports. C'est le 18e titre de champion de Côte d'Ivoire de l'histoire du club.

## Les 14 clubs participants
| - ASEC Mimosas - AFAD Djékanou - Stade d'Abidjan - Issia Wazi - SOA - ASC Ouragahio - Séwé Sports | - FC Adzopé - Promu de Division 2 - Denguelé Sports - ASI d'Abengourou - Promu de Division 2 - Africa Sports - Stella d'Adjamé - USC Bassam - JC d'Abidjan |

## Compétition
Le barème utilisé pour le classement est le suivant :
- Victoire : 3 points
- Match nul : 1 point
- Défaite, abandon ou forfait : 0 point

### Première phase

#### Groupe A
| Rang | Équipe          | Pts | J  | G | N | P | Bp | Bc | Diff |
| ---- | --------------- | --- | -- | - | - | - | -- | -- | ---- |
| 1    | ASEC Mimosas T  | 28  | 12 | 9 | 1 | 2 | 26 | 15 | +11  |
| 2    | SOA             | 21  | 12 | 6 | 3 | 3 | 20 | 15 | +5   |
| 3    | Séwé Sports     | 18  | 12 | 4 | 6 | 2 | 13 | 9  | +4   |
| 4    | USC Bassam      | 17  | 12 | 4 | 5 | 3 | 9  | 6  | +3   |
| 5    | Issia Wazi      | 11  | 12 | 2 | 5 | 5 | 12 | 23 | -11  |
| 6    | Stade d'Abidjan | 10  | 12 | 2 | 4 | 6 | 11 | 14 | -3   |
| 7    | FC Adzopé P     | 7   | 12 | 1 | 4 | 7 | 8  | 17 | -9   |

|  | Qualification pour la poule pour le titre |
|  | Participation à la poule de relégation    |

#### Groupe B
| Rang | Équipe             | Pts | J  | G | N | P | Bp | Bc | Diff |
| ---- | ------------------ | --- | -- | - | - | - | -- | -- | ---- |
| 1    | Stella d'Adjamé    | 28  | 12 | 8 | 4 | 0 | 16 | 5  | +11  |
| 2    | AFAD Djékanou      | 22  | 12 | 6 | 4 | 2 | 13 | 6  | +7   |
| 3    | Africa Sports      | 18  | 12 | 5 | 3 | 4 | 8  | 8  | 0    |
| 4    | ASI d'Abengourou P | 18  | 12 | 5 | 3 | 4 | 8  | 8  | 0    |
| 5    | Denguelé Sports    | 13  | 12 | 3 | 4 | 5 | 8  | 10 | -2   |
| 6    | JC Abidjan         | 7   | 12 | 0 | 7 | 5 | 2  | 8  | -6   |
| 7    | ASC Ouragahio      | 5   | 12 | 0 | 5 | 7 | 10 | 20 | -10  |

|  | Qualification pour la poule pour le titre |
|  | Participation à la poule de relégation    |

### Seconde phase

#### Poule pour le titre
| Rang | Équipe            | Pts | J  | G | N | P | Bp | Bc | Diff |
| ---- | ----------------- | --- | -- | - | - | - | -- | -- | ---- |
| 1    | Africa Sports     | 19  | 10 | 5 | 4 | 1 | 6  | 8  | -2   |
| 2    | AFAD Djékanou     | 15  | 10 | 4 | 3 | 3 | 14 | 13 | +1   |
| 3    | Séwé Sports       | 14  | 10 | 4 | 2 | 4 | 10 | 13 | -3   |
| 4    | SOA               | 11  | 10 | 2 | 5 | 3 | 9  | 10 | -1   |
| 5    | Stella d'Adjamé   | 11  | 10 | 3 | 2 | 5 | 7  | 10 | -3   |
| 6    | ASEC Mimosas T'C' | 10  | 10 | 2 | 4 | 4 | 11 | 13 | -2   |

|  | Qualification pour la Ligue des champions de la CAF 2012 |
|  | Qualification pour la Coupe de la confédération 2012     |

#### Poule de relégation
| Rang | Équipe          | Pts | J | G | N | P | Bp | Bc | Diff |
| ---- | --------------- | --- | - | - | - | - | -- | -- | ---- |
| 1    | JC Abidjan      | 5   | 3 | 1 | 2 | 0 | 3  | 2  | +1   |
| 2    | ASC Ouragahio   | 4   | 3 | 1 | 1 | 1 | 3  | 3  | 0    |
| 3    | FC Adzopé P     | 3   | 3 | 0 | 3 | 0 | 3  | 3  | 0    |
| 4    | Stade d'Abidjan | 2   | 3 | 0 | 2 | 1 | 1  | 2  | -1   |

|  | Maintien pour la Ligue 1   |
|  | Relégation pour la Ligue 2 |

## Bilan de la saison
| Championnat de Côte d'Ivoire de football 2011 |                           |
| Champion                                      | Africa Sports (18e titre) |
| Coupes et trophées                            |                           |
| Vainqueur de la Coupe de Côte d'Ivoire 2011   | ASEC Mimosas              |
| Qualifications continentales                  |                           |
| Ligue des champions de la CAF 2012            | Africa Sports             |
| Ligue des champions de la CAF 2012            | AFAD Djékanou             |
| Coupe de la confédération 2012                | Séwé Sports               |
| Coupe de la confédération 2012                | ASEC Mimosas              |
| Promotions et relégations                     |                           |
| Promus en MTN Ligue 1                         | ES Bingerville            |
| Promus en MTN Ligue 1                         | EFYM                      |
| Relégués en MTN Ligue 2                       | Stade d'Abidjan           |
| Relégués en MTN Ligue 2                       | FC Adzopé                 |